# 雨降小僧

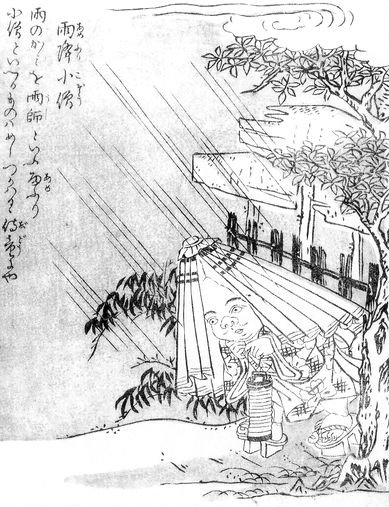
鳥山石燕『今昔画図続百鬼』より「雨降小僧」

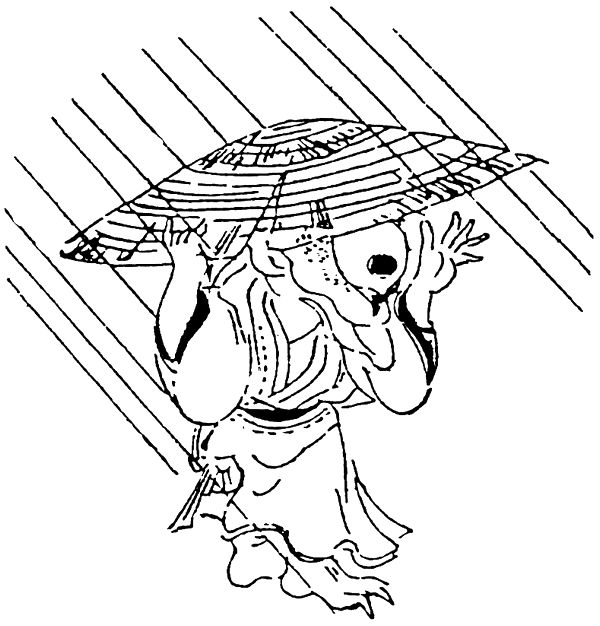
歌川豊国画『御存之化物』に登場する雨降小僧

水木しげるロードに設置されている「雨ふり小僧」のブロンズ像

雨降小僧、雨降り小僧（あめふりこぞう）とは、日本の妖怪の一種。江戸時代の鳥山石燕の妖怪画集『今昔画図続百鬼』に妖怪画があり、同時代の黄表紙などにも見られる。

## 古典
『今昔画図続百鬼』では、中骨を抜いた和傘を頭に被り、提灯を持った姿で描かれている。解説文には、「雨のかみを雨師（うし）といふ 雨ふり小僧といへるものは めしつかはるる侍童（じどう）にや」とあり、中国の雨の神である「雨師」に仕える侍童（貴人に仕える子供）であることが述べられている。
雨師（うし）が貴人の尊称である大人（うし）に、侍童（じどう）は児童（じどう）に通じることから、「大人に奉公する子供」との言葉遊びで描かれた妖怪、といった解釈もある。
江戸時代の黄表紙では、黄表紙の人気キャラクターである豆腐小僧と同様、小間使いの役目をする妖怪として登場している。寛政4年（1792年）発行の黄表紙『御存之化物』（ごぞんじのばけもの、桜川慈悲成作、歌川豊国画）では、雨の夜を男が歩いていたところ、竹の笠をかぶった一つ目の雨降小僧が、両手に何かを持って歩み寄ったとある。雨の夜に現れたということと、両手に何かを持っていたという点から、同じく雨の夜に現れ、豆腐を持った妖怪である豆腐小僧に通じるとの解釈もある。

## 昭和・平成以降
昭和・平成以降の妖怪関連の文献には、傘を彼から奪って被ると、後で頭から取れなくなると言う説や、通り雨を降らせ、人が困る様子を見て喜ぶとの説、話しかけられた人は青カビをうつされてしまうとする豆腐小僧と類似した説も書かれている。
また、山田野理夫の著書『東北怪談の旅』では「雨降り小僧」と題し、岩手県上閉伊郡の仙人峠で、キツネが雨降小僧に「狐の嫁入りをするから雨を降らせてくれ」と頼み、小僧が手にした提灯を振るとたちまち雨が降り出し、その中を狐の嫁入りが続いて行ったという話がある（ただし『東北怪談の旅』は、著者によって創作された本来存在しない妖怪伝承が多数収録されたことで有名である）。